# Ilex glabra
Ilex glabra är en järneksväxtart som först beskrevs av Carl von Linné, och fick sitt nu gällande namn av Samuel Frederick Gray. Ilex glabra ingår i släktet järnekar, och familjen järneksväxter. Inga underarter finns listade i Catalogue of Life. Arten kallas bläckbärsjärnek på svenska.

## Bildgalleri

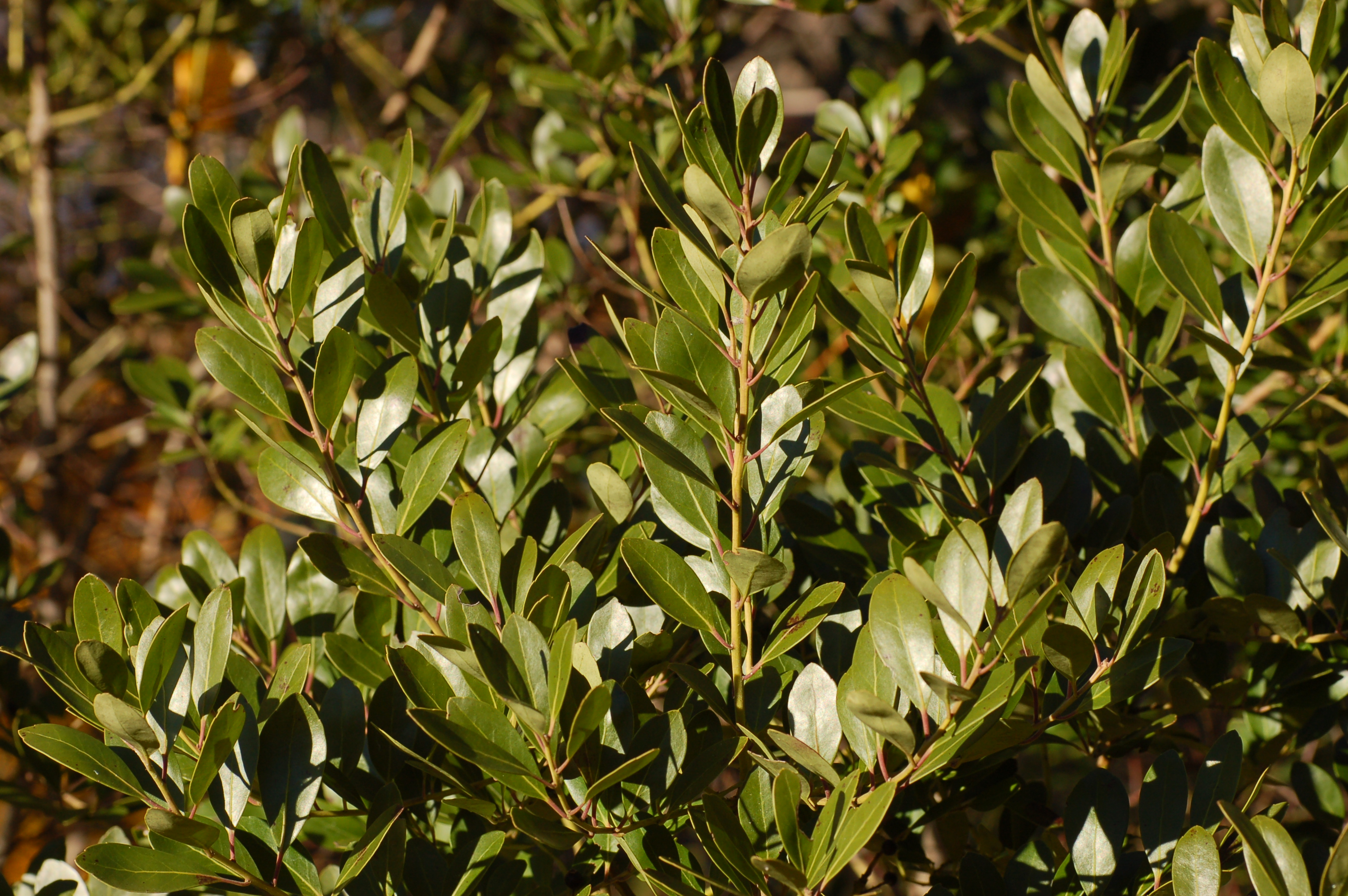
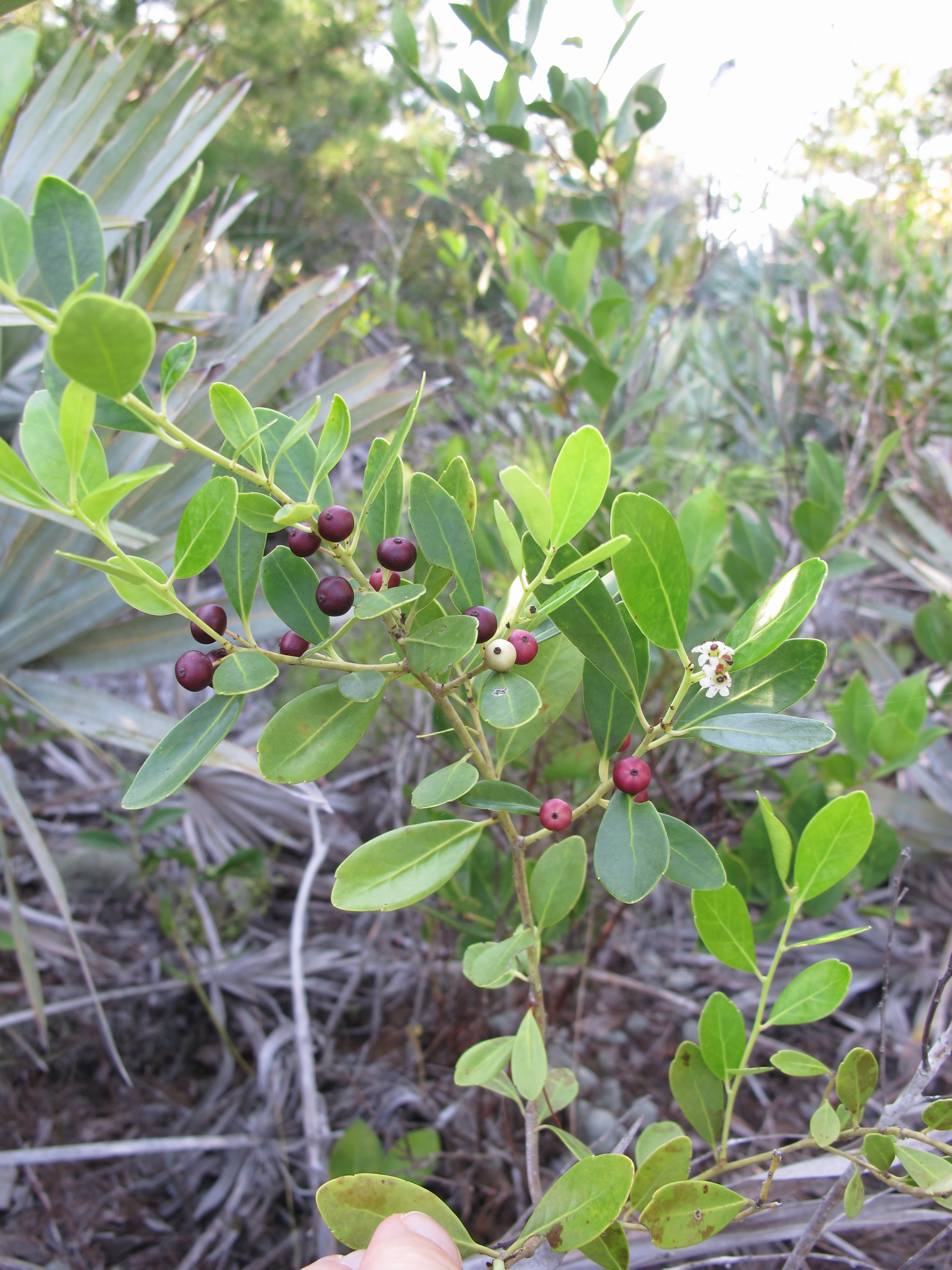
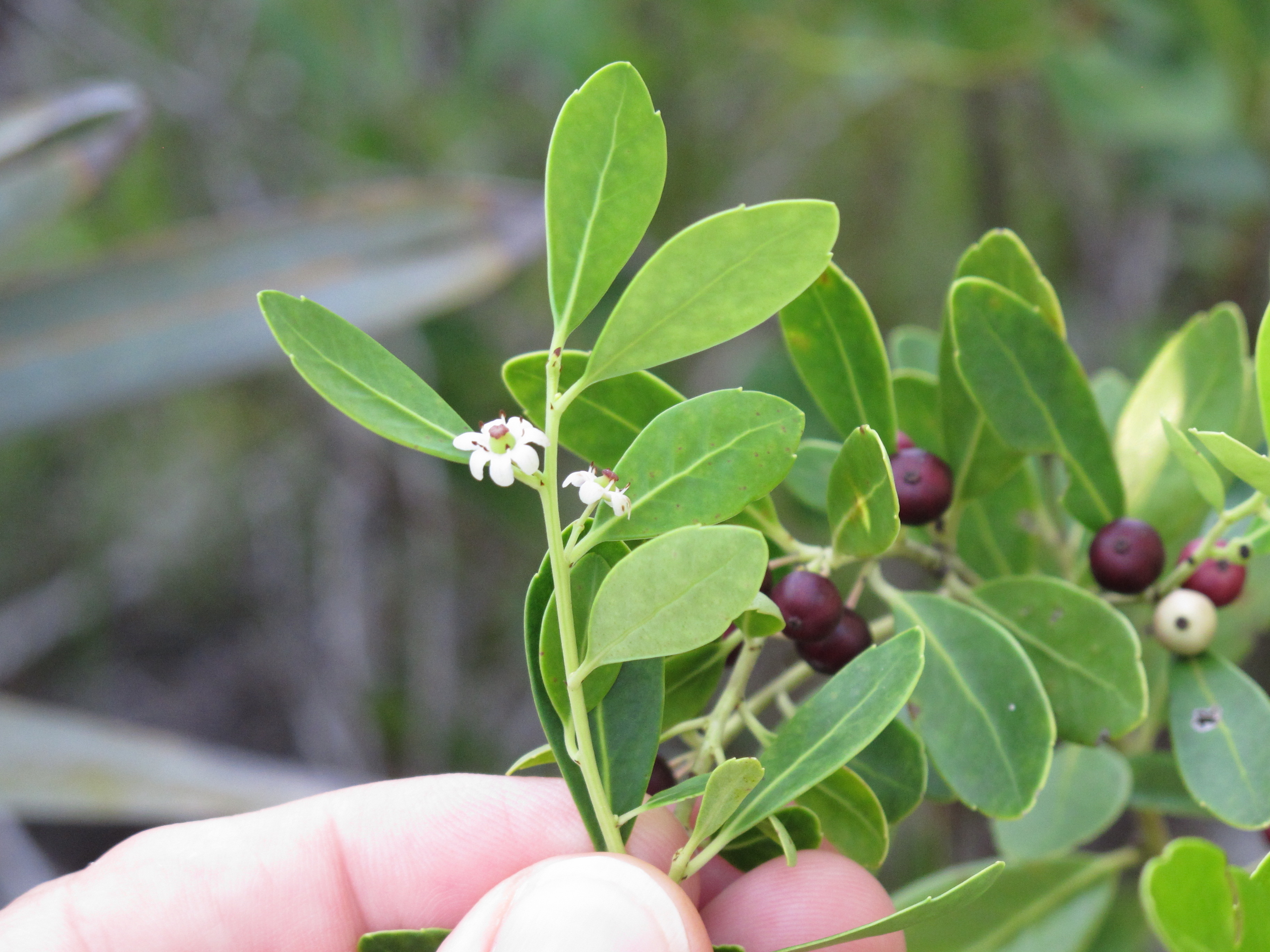